# 나는 남자다
《나는 남자다》는 KBS2에서 방송된 대한민국의 텔레비전 토크쇼다.

## 방송 시간
| 방송 채널 | 방송 기간                         | 방송 시간               | 비고        |
| --------- | --------------------------------- | ----------------------- | ----------- |
| KBS 2TV   | 2014년 4월 9일                    | 수요일 밤 11:10 ~ 12:30 | 파일럿 편성 |
| KBS 2TV   | 2014년 8월 8일 ~ 2014년 12월 19일 | 금요일 밤 11:10 ~ 12:30 | 정규 편성   |

## 출연자

### MC
- 유재석
- 임원희
- 권오중[3]

### 패널
- 허경환
- 장동민
- 조충현

## 에피소드
| 번호   | 주제                              | 게스트                                             | 본 방송 날짜     |
| ------ | --------------------------------- | -------------------------------------------------- | ---------------- |
| 파일럿 | "남중 & 남고 & 공대 나온 남자"    | 임시완, 수지, 고유진                               | 2014년 4월 9일   |
| 1      | "청일점"                          | 전인혁, 아이유                                     | 2014년 8월 8일   |
| 2      | "음치"                            | 김연우, 씨스타                                     | 2014년 8월 15일  |
| 3      | "몸무게 10kg 이상 감량한 남자"    | 문희준, 걸스데이                                   | 2014년 8월 22일  |
| 4      | "예비 신랑과 그 남자들"           | 백지영, 노을                                       | 2014년 8월 29일  |
| 5      | "상경남"                          | 김영철, 정은지                                     | 2014년 9월 5일   |
| 6      | "특이한 이름을 가진 남자"         | 김동현, 유상무, 카라                               | 2014년 9월 12일  |
| 7      | "연상녀와 결혼(연애) 중인 연하남" | 최희, 샘 해밍턴                                    | 2014년 9월 19일  |
| 8      | "노안 또는 동안남"                | 박은영, 손진영                                     | 2014년 9월 26일  |
| 9      | "닮은꼴남"                        | 김태우, 이국주                                     | 2014년 10월 3일  |
| 10     | "취업준비생남"                    | 김제동, 홍진영                                     | 2014년 10월 10일 |
| 11     | "나는 여자다"                     | 비스트                                             | 2014년 10월 17일 |
| 12     | "모태솔로 & 이별한 남자"          | 신현준, 뮤지                                       | 2014년 10월 24일 |
| 13     | "힙합 그리고 록을 사랑하는 남자"  | 다이나믹 듀오, 이윤석, 크라잉넛                    | 2014년 10월 31일 |
| 14     | "나 이런 일 하는 남자다"          | 은지원, 홍진호                                     | 2014년 11월 7일  |
| 15     | "자취남녀"(남녀특집 1편)          | 김제동, 김나영                                     | 2014년 11월 14일 |
| 16     | "프로야구 매니아"(남녀특집 2편)   | 최희, 이종범, 김제동, 태미, 박기량, 강윤이, 이지은 | 2014년 11월 21일 |
| 17     | "주당남녀"(남녀특집 3편)          | 임창정, 최여진, 김제동                             | 2014년 11월 28일 |
| 18     | "순진했던 남녀"(남녀특집 4편)     | 김제동, 클라라                                     | 2014년 12월 5일  |
| 19     | "역마살 남녀"(남녀특집 5편)       | 김숙, 송은이, 김제동                               | 2014년 12월 12일 |
| 20     | "타이틀 매치"                     | 민경훈                                             | 2014년 12월 19일 |

## 시청률
| 회차   | 방송 일자        | 전국 시청률(닐슨) |
| ------ | ---------------- | ----------------- |
| 파일럿 | 2014년 4월 9일   | 4.1%              |
| 1회    | 2014년 8월 8일   | 5.2%              |
| 2회    | 2014년 8월 15일  | 4.2%              |
| 3회    | 2014년 8월 22일  | 4.3%              |
| 4회    | 2014년 8월 29일  | 3.7%              |
| 5회    | 2014년 9월 5일   | 5.0%              |
| 6회    | 2014년 9월 12일  | 5.8%              |
| 7회    | 2014년 9월 19일  | 3.6%              |
| 8회    | 2014년 9월 26일  | 3.8%              |
| 9회    | 2014년 10월 3일  | 5.1%              |
| 10회   | 2014년 10월 10일 | 4.9%              |
| 11회   | 2014년 10월 17일 | 6.4%              |
| 12회   | 2014년 10월 24일 | 3.5%              |
| 13회   | 2014년 10월 31일 | 3.5%              |
| 14회   | 2014년 11월 7일  | 4.9%              |
| 15회   | 2014년 11월 14일 | 5.7%              |
| 16회   | 2014년 11월 21일 | 4.3%              |
| 17회   | 2014년 11월 28일 | 5.9%              |
| 18회   | 2014년 12월 5일  | 5.3%              |
| 19회   | 2014년 12월 12일 | 5.2%              |
| 20회   | 2014년 12월 19일 | 5.8%              |